# Brocchetta

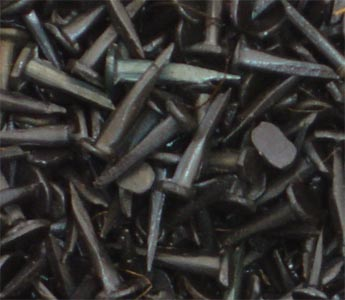
Brocchette

La brocchetta è un chiodo a sezione quadrata e dalla forma cuneiforme usata per il fissaggio delle stoffe al legno. Viene utilizzata in ambito teatrale ed è molto somigliante alle cosiddette "sellerine".